# Agustí Cuesta i Aldavert
Agustí Cuesta i Aldavert (Badalona, 3 de juliol de 1958) és un exentrenador i representant de jugadors de bàsquet, als anys 70 i 80 jugador professional de bàsquet.
Va començar a jugar bàsquet a la seva ciutat natal, primer als Germans Maristes, passant després al Sant Josep i va passar al Círcol Catòlic (1976-1983), aleshores anomenat Cotonificio, amb el qual va debutar professionalment a la Lliga Nacional espanyola. A principis dels anys 80, aquest equip es va traslladar a Santa Coloma de Gramenet i va ser rebatejat com a Licor 43 (1984-1987), però hi hagué diversos problemes a causa d'una sèrie d'impagaments, que van fer que la temporada 1987-1988 viatgés al Tau de Vitòria amb la idea d'acabar la seva carrera. Amb el naixement del seu fill només va estar una temporada a més jugant amb el Tradehi d'Oviedo, com a substitut de Carlos Herreras.
En finalitzar la pràctica professional del bàsquet s'ha dedicat a ser entrenador professional, empès per Aíto García Reneses. Ha actuat també a com a agent d'Invictus Sports Group, de l'agència Savic. S'acostuma a dir que va ser el descobridor de Pau Gasol, i ha ajudat també a altres jugadors, com Xavi Pascual o Juan Carlos Navarro, a qui va batejar com La Bomba. Ha estat entrenador en les categories inferiors del FC Barcelona, durant la temporada 1994-1995 va dirigir el FC Barcelona Júnior. Sense perdre la vinculació amb el Barcelona a les següents fins a 1996-1997 va dirigir el CB Cornellà, vinculat al club barceloní, a la Lliga EBA, a la de 1997-1998 el FC Barcelona B i a les temporades 1998-1999, 1999-2000 i 2000-2001 el FC Barcelona Júnior, que va aconseguir coronar-se al Campionat d'Espanya a la primera temporada i tercera temporada. A les següents temporades fins a 2003-2004 va estar al CB Prat d'El Prat de Llobregat i el 2004-2005 va tornar a passar al FC Barcelona, com a ajudant tècnic de l'entrenador Joan Montes.